# Musique dōjin

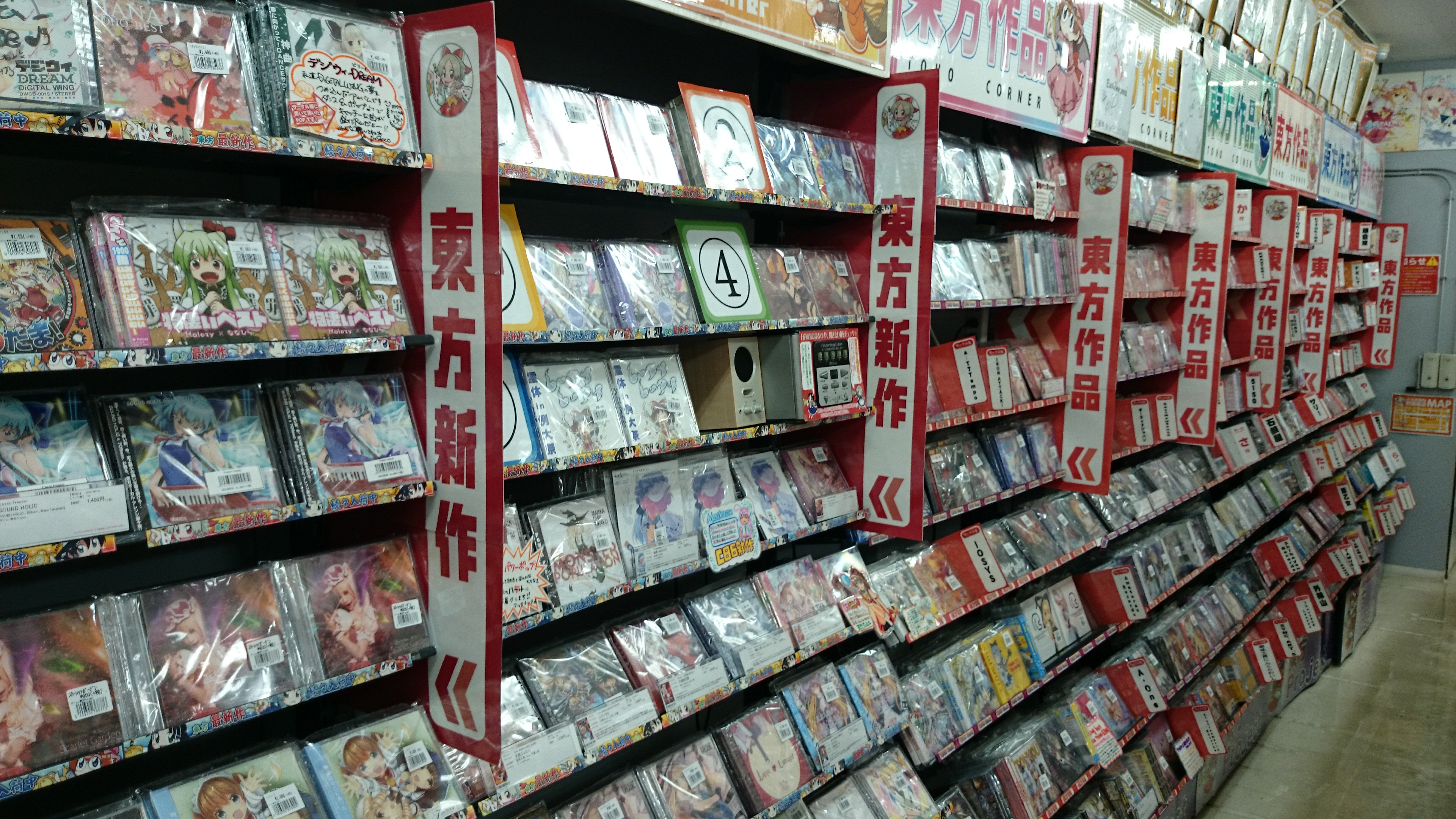
Intérieur d’un magasin vendant des dōjin.

La musique dōjin (同人音楽), aussi nommée otokei dōjin (音系同人), est un terme général désignant toute personne ayant choisi la musique comme moyen d'expression dans ses activités et créations dōjin (ou doujin). Les dōjin sont des publications en langue japonaise non officielles et indépendantes, souvent inspirées sur des productions et œuvres originales officielles et commerciales. Ces publications sont vendues sur des sites spécialisés, sur le site de l'auteur, et lors de conventions telles que le Comiket.

## Histoire
Le concept de musique dōjin peut être retracé aux années 1990 au Japon avec la popularisation de l'édition sur CD, et en particulier le fait de graver des CD-R réduisant ainsi le coût du pressage.
Le terme est mentionné dans le no 614 du magazine britannique DJ Mag de février 2021.

## Caractéristiques
La musique dōjin n'est, à proprement parler, pas un genre musical, mais une publication amateure musicale que l'on peut qualifier également de musique indépendante. Les genres musicaux dōjin sont souvent des dérivés de musiques de jeu vidéo. La plupart proviennent des jeux vidéo dōjin ou sont tout simplement des musiques dérivés de la pop, du rock, de la techno ou de la trance. Par nature, la musique dōjin est plus souvent composée d'instruments et logiciels par ordinateur, ce qui permet la production personnelle à petit budget, contrairement aux grands studios et au matériel professionnel requis.

## Organisation
Les artistes du genre dōjin travaillent soit en solo, soit en groupe. Il n'est pas inhabituel que les artistes de différents groupes s'associent pour créer un album indépendant. Certains projets, tels que Woodsoft, sont des collaborations de différents artistes participant à chacun de leurs albums. Chaque membre d'un groupe possède son propre site web personnalisé, ou réseau social (tel que YouTube, SoundCloud, Facebook, etc.), où il expose librement et gratuitement ses compositions aux internautes. Certains artistes ne produisent sur aucun album et préfèrent garder leur compositions sous forme de musiques gratuitement téléchargeables. La plupart de ces artistes deviennent plus ou moins connus et apparaissent, s'ils le souhaitent, sur d'autres albums d'autres groupes. La plupart des albums enregistrés sont de qualité 320 kb/s et souvent similaires aux compositions officielles. D'autres albums sont enregistrés sous format CD-R ou seulement par paquet de données.
Outre le Comiket, les événements organisés au Japon pour la musique de doujin comprennent le sommet bisannuel de la musique M3 et le Hakurei Shrine Reitaisai, ce dernier incluant de la musique dérivée du Touhou Project.

## Distribution
Le problème de violation de droit d'auteur dans les arrangements de musique existante est l'un des aspects négatifs de la musique dōjin. Cependant, certains distributeurs gèrent désormais les procédures de droits d'auteur pour les ventes numériques, et l'environnement s'améliore progressivement, permettant ainsi de résoudre ce problème si les créateurs en prennent conscience.

## Artistes notables
- Sound Horizon
- Akiko Shikata
- Team Shanghai Alice, créateur du Touhou Project, aussi connu pour ses jeux et ses musiques.
- IOSYS, groupe dōjin connu et plus communément reconnu pour leurs arrangements Touhou.
- CROW'SCLAW, célèbre cercle dōjin du genre heavy metal qui est plus connu sous ses arrangements de jeux vidéo comme Touhou et Final Fantasy.
- Hardcore Tano*C et ALiCE'S EMOTiON, sont deux labels organisés par REDALiCE basés sur la musique électronique, mais primordialement par le hardcore, le UK hardcore et le J-core parmi lesquels d'autres genres y sont exposés. ALiCE'S EMOTiON se focalise sur les animes et jeux vidéo japonais.
- Haruka Shimotsuki

## Autres cercles
- CYTOKINE
- Dobu Usagi
- Golden City Factory
- IOSYS
- Loli-Hunter Music
- MAIKAZE
- OTAKU-ELITE Recordings
- Rolling Contact
- TAMUSIC
- YELLOW ZEBRA
- ゼッケン屋
- 石鹸屋

## Paroles dōjin
Quelquefois, les artistes peuvent reconstruire les paroles de musiques d'animes existants pour y créer une chanson dōjin. Ce genre de chanson dōjin est nommé paroles dōjin (同人詞, dōjinshi). Bon nombre de ces paroles sont écrites en japonais, chinois et coréen.